# Elnur Allahverdiyev
Elnur Allahverdiyev (Baku, 2 novembre 1983) è un ex calciatore azero, di ruolo difensore.

## Carriera

### Club
Ha sempre giocato nella massima serie del proprio paese con varie squadre.

### Nazionale
Debutta nel 2008 con la Nazionale azera, facendo poi sempre parte dei convocati.